# The Vengeance Trail
The Vengeance Trail è un film muto del 1921 diretto da Charles R. Seeling.

## Trama
Big Boy Bronson non si comporta sempre secondo le regole e il suo comportamento lo porta a entrare in conflitto con il padre. Due lavoranti del ranch, Lady Killer Larson e Broncho Powell, ne approfittano per metterlo in cattiva luce, addossandogli la colpa dei crimini che commettono loro due. Big Boy si riscatta riuscendo a radunare tutto il bestiame disperso, cosa che gli riesce volando su un piccolo aereo e poi col salvare dalle grinfie dei cattivi Grace, la fidanzata, insieme al giovane Buddy Hicks.

## Produzione
Il film fu prodotto dalla Charles R. Seeling Productions.

## Distribuzione
Distribuito dalla Aywon Film, il film uscì nelle sale cinematografiche USA il 15 ottobre 1921.